# Pteris montis-wilhelminae
Espèce
Pteris montis-wilhelminae est une espèce de plantes du genre Pteris et de la famille des Pteridaceae. Cette espèce est présente sur l'île de Nouvelle-Guinée, dans les monts Maoké et les monts Bismarck.